# Ostruzione del Canale di Suez del 2021
Il 23 marzo 2021, alle ore 7:40 (UTC+2), la Ever Given, una portacontainer della classe Golden lunga 400 metri, si è incagliata nel Canale di Suez (Egitto) provocandone l'ostruzione. La nave è stata precedentemente colpita da una tempesta di sabbia e spinta da forti venti fino a 74 chilometri all'ora (40 nodi), causandone l'uscita fuori rotta. La nave si è quindi incagliata su una delle sponde del canale, ostruendolo completamente e impedendo il passaggio di qualsiasi nave.
Il giorno successivo all'incidente, almeno altre 15 navi erano trattenute agli ancoraggi e almeno 237 navi erano in coda per passare attraverso il canale. Purtroppo, la nave si era incagliata nella sezione del canale non ampliata, rendendone impossibile l'aggiramento. Il 29 marzo 2021, la nave è stata sbloccata e lentamente raddrizzata nel canale, utilizzando 13 rimorchiatori e una draga per rimuovere 30.000 tonnellate di sabbia dal fondo del canale, per fare spazio alle manovre di disincaglio.
Nei giorni successivi all'incagliamento, molte navi hanno deciso di intraprendere la circumnavigazione dell'Africa, tra cui la portacontainer gemella Ever Greet, che comporta costi maggiori e tempi più lunghi di almeno 10 giorni.

## Contesto
La Ever Given è una delle tredici navi portacontainer costruite secondo il progetto Imabari 20000 sviluppato dalla Imabari Shipbuilding. Con una lunghezza complessiva di 399,94 metri è una delle navi portacontainer più lunghe in servizio; una tale dimensione, unitamente a una larghezza di 58,8 metri e a un'altezza pari a 32,9 metri, le consente di avere una capacità massima di trasporto container pari a 20 124 TEU. A pieno carico, la stazza lorda della nave è pari a 220 940 tonnellate, a fronte di una stazza netta di 99 155, e il suo pescaggio arriva a 14,5 metri.
Negli anni precedenti, altre navi si sono arenate nel Canale di Suez. Il 25 febbraio 2016, la nave portarinfuse New Katerina si è arenata nel canale durante il suo tragitto dall'Ucraina a Tsingtao. È stata rimessa a galla dopo dodici giorni; la circolazione nel canale non è stata influenzata durante questo periodo. Il 28 aprile 2016, la nave portacontainer MSC Fabiola si è arenata nel Grande Lago Amaro dopo aver riscontrato problemi al motore, costringendo i funzionari del canale a sospendere temporaneamente tutti i convogli diretti a nord e a fermare tutti i convogli diretti a sud. La MSC Fabiola è stata rimessa a galla il 30 aprile e ha continuato l'attraversamento del canale. Il 17 luglio 2018, la nave portacontainer Aeneas si è arenata nel canale, provocando una collisione che ha coinvolto le tre portarinfuse dietro di essa (Sakizaya Kalon, Panamax Alexander e Osios David). 
La maggior parte di questi incidenti ha avuto un effetto relativamente minore sul traffico nel canale.

## L'incidente
Al momento dell'incidente, la Ever Given stava viaggiando da Tanjung Pelepas (Malesia) verso Rotterdam caricata con circa 18.300 container. Al momento dell'ostruzione, era la quinta nave di un convoglio diretto a nord, con altre quindici navi alle spalle.
Il 23 marzo 2021, alle 07:40, la Ever Given stava percorrendo il Canale di Suez in direzione del Mediterraneo, quando è stata colpita da una forte tempesta di sabbia. Il forte vento, che ha raggiunto i 74 km/h (40 nodi), ha provocato la "perdita della capacità di governo della nave", provocando la deviazione dello scafo. La Ever Given si è quindi arenata di traverso, ostruendo totalmente il canale. Nessuno dei 25 membri dell'equipaggio è rimasto ferito nell'urto.
Ciò ha impedito la circolazione di più di 400 navi, tra cui portacontainer di dimensioni simili come le navi gemelle Ever Globe ed Ever Excel, circa 25 petroliere, diverse portarinfuse, navi per trasporto bestiame.

## Conseguenze

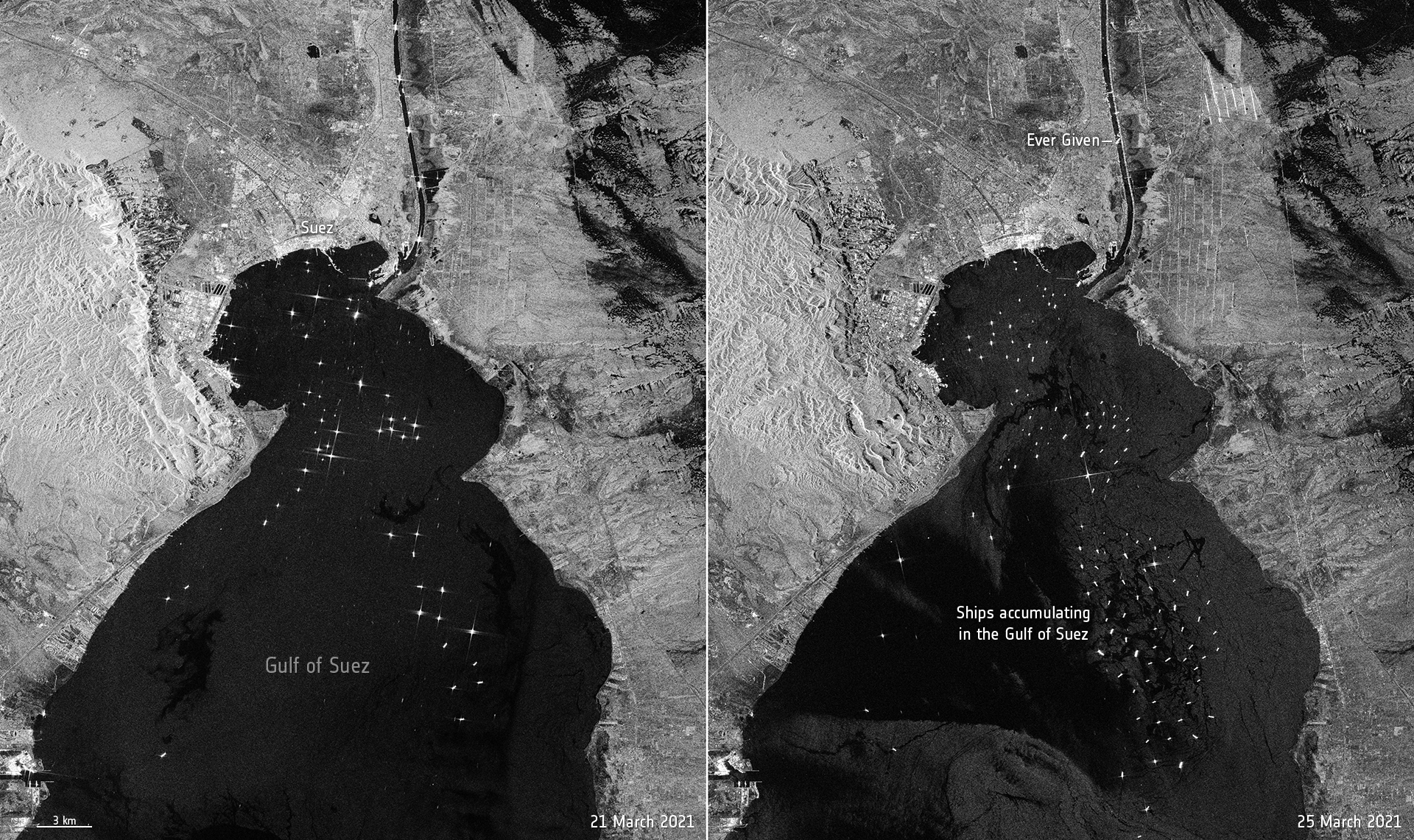
Due immagini satellitari del Golfo di Suez, la prima precedente, l’altra contemporanea al periodo di blocco del Canale di Suez. Si può facilmente notare quanto le navi in attesa siano maggiori nella foto di destra che in quella di sinistra

L'agenzia Bloomberg ha stimato che l'ostruzione del Canale di Suez, attraverso il quale transita il 12% delle merci mondiali e il 30% del traffico dei container spediti via mare, abbia creato un ritardo nella consegna di merci pari ad un valore di 10 miliardi di dollari al giorno, considerando sia le navi bloccate nel canale che quelle in attesa agli imbocchi dello stesso.
La Allianz ha stimato, basandosi su analisi proprie, che la perdita economica si aggirasse fra i 6 e i 10 miliardi di dollari alla settimana.
Solo le merci stivate nelle navi bloccate nel canale valevano circa 8,1 miliardi di dollari, secondo la LLoyd's List.
Le compagnie marittime sono state costrette a far circumnavigare l'intera Africa, passando per il Capo di Buona Speranza, alle proprie navi da carico (come si faceva prima che il canale fosse costruito), allungando sensibilmente i tempi di consegna, almeno 7-10 giorni e più, e aumentando contestualmente i costi di consegna delle merci, con circa 6000-9000 km di viaggio in più, in base alla destinazione.
Si stima in circa 300.000 dollari il costo per il solo carburante necessario a una petroliera per fare il giro dell'intera Africa.